# Damberg (Gemeinde Kasten)
Damberg ist eine Ortschaft und eine Katastralgemeinde in der Gemeinde Kasten bei Böheimkirchen in Niederösterreich.

## Geografie
Die Streusiedlung liegt nördlich von Kasten auf halbem Weg nach Kirchstetten und besteht aus einem landwirtschaftlichen Anwesen und einigen Einfamilienhäusern. Zur Ortschaft zählt auch die Lage Kasagrub, die in alten Karten als Kaisergrub vermerkt ist. Am 1. Jänner 2024 lebten in Damberg 12 Personen.

## Geschichte
Im Jahr 1822 wurde der Ort als Dorf mit drölf Häusern genannt, das nach Kasten eingepfarrt war, wohin auch die Kinder eingeschult wurden. Die Herrschaft Weinzierl besaß die Ortsobrigkeit, übte die Landgerichtsbarkeit aus und besorgte die Konskription. Die Untertanen und Grundholde des Ortes gehörten den Herrschaften Petzenkirchen und Grillenberg. Laut Adressbuch von Österreich waren im Jahr 1938 in Damberg einige Landwirte mit Direktvertrieb ansässig.